# Pierre-Joseph Leroux
Pierre-Joseph Leroux (* 25. März 1795 in Vitry-le-François; † 20. Mai 1870) war ein französischer Apotheker und Chemiker.
Leroux stammte aus einer angesehenen Familie in Vitry-le-François und hatte nach dem Pharmaziestudium dort 1829 bis zum Verkauf 1850 eine Apotheke.
1829 gelang ihm die Isolierung von Salicin aus Weidenrindenextrakt, das schon lange vorher als fiebersenkend galt. Bereits etwas früher gelang das Johann Andreas Buchner und auch zwei italienischen Apothekern in der Region Verona (Francesco Fontana und Bartolomeo Rigatelli) 1825. Es handelte sich bei den Letzteren aber wohl nicht um reines Salicin. Leroux teilte seinen Erfolg der Académie des Sciences mit. Es führte aber zunächst zu keiner erfolgreichen Entwicklung eines Medikaments, da die Substanz zu bitter schmeckte und Magen und Rachen reizte. Dies geschah erst Ende des 19. Jahrhunderts mit der Modifikation der Salicylsäure.